# Reunificación de la Gran Colombia

Posible territorio de la Gran Colombia reunificada.

La reunificación de la Gran Colombia se refiere a una hipotética reunión de Colombia, Ecuador, Panamá y Venezuela en un solo territorio y bajo un solo gobierno.

## Historia

### Origen de la Gran Colombia
La Gran Colombia fue creada tras el triunfo del Ejército Patriota en las Guerras de Independencia. Su territorio correspondía al del Virreinato de la Nueva Granada y al de la capitanía general de Venezuela, incluyendo las actuales repúblicas de Colombia, Ecuador, Panamá, Venezuela, y algunas regiones fronterizas de Brasil, Costa Rica, Guyana, Nicaragua y Perú.
Debido a diferencias de naturaleza política, la unión se disolvió en 1830, surgiendo de su seno la República de la Nueva Granada (que incluía a las actuales Colombia y Panamá), el Estado del Ecuador y el Estado de Venezuela.

### Intentos de reunificación
El primer intento de reunificar el país ocurrió durante la Revolución Integradora en 1831 en Venezuela. En 1863 la Nueva Granada cambió su nombre por el de Estados Unidos de Colombia, anunciando su intención de restaurar la unión:

Artículo 90.- El Poder Ejecutivo iniciará negociaciones con los Gobiernos de Venezuela y Ecuador para la Unión voluntaria de las tres secciones de la antigua Colombia en nacionalidad común, bajo una forma republicana, democrática y federal, análoga a la establecida en la presente Constitución, y especificada, llegado el caso, por una Convención general constituyente.
Constitución Política de los Estados Unidos de Colombia (1863)

No obstante, esta medida fue protestada por los gobiernos de Venezuela y Ecuador, que vieron en el cambio de nombre un intento de apropiarse de la herencia común y de intervenir en los asuntos internos de sus países (desatándose incluso una breve guerra entre Colombia y Ecuador). Además, la inestabilidad propia de ese periodo impidió que se prestara demasiada atención al proyecto.
En 1899 el dictador venezolano Cipriano Castro empezó a brindar apoyo a los liberales colombianos en la Guerra de los Mil Días; su intención final era derrocar al gobierno conservador y reconstruir la Gran Colombia, incluyendo también a sus aliados liberales de Ecuador (Eloy Alfaro) y Nicaragua (José Santos Zelaya). Sin embargo, los liberales colombianos fueron derrotados, frustrando los planes de reunificación. La guerra trajo como consecuencia el debilitamiento de Colombia, lo que a su vez dio lugar a la separación de Panamá en 1903.
En tiempos recientes, la reunificación se ha convertido en una causa política de la izquierda, con los presidentes Hugo Chávez y Nicolás Maduro de Venezuela, y Gustavo Petro de Colombia, mostrando respaldo público a la idea.

## Panorama
Algunos analistas creen que la reunificación de la Gran Colombia crearía una especie de potencia económica, contrastando con la Gran Colombia de la década de 1820, cuya economía era mayoritariamente agraria. Teniendo en cuenta, por ejemplo, el impulso económico que le hubiese dado a Colombia el canal de Panamá o las vastas reservas de petróleo de Venezuela, en donde a su vez la economía se ha caracterizado por depender demasiado del mismo. 
Otros piensan que una reunificación sería demasiado costosa y podría paralizar la economía de la nación reunificada, además de que habría que considerar los desafíos políticos de sus diferentes tipos de gobierno.
En caso de reunificarse, la Gran Colombia sería el décimo país más grande y el décimo cuarto más poblado, ocupando el puesto 19 entre las economías del mundo.
| Bandera                     | Escudo | Presidente       | País          | Capital          | Área (km²) | Población (2019) | PIB PPA (millones de USD) | PIB PPA per cápita 2020 Est. (USD) |
| --------------------------- | ------ | ---------------- | ------------- | ---------------- | ---------- | ---------------- | ------------------------- | ---------------------------------- |
| Bandera de Colombia         |        | Gustavo Petro    | Colombia      | Bogotá           | 1 142 748  | 53 298 524       | 750 276                   | 16 265                             |
| Bandera de Ecuador          |        | Daniel Noboa     | Ecuador       | Quito            | 283 560    | 17 620 913       | 192 720                   | 11 866                             |
| Bandera de Panamá           |        | José Raúl Mulino | Panamá        | Ciudad de Panamá | 75 517     | 4 099 142        | 111 432                   | 28 456                             |
| Bandera de Venezuela        |        | Nicolás Maduro   | Venezuela     | Caracas          | 916 445    | 31 977 065       | 320 894                   | 10 399                             |
| Bandera de la Gran Colombia |        | -                | Gran Colombia | Bogotá           | 2 417 270  | 106 995 644      | 1 377 872                 | 13 909                             |

1. ↑  1 075 978 km² si se incluye la reclamación sobre la Guayana Esequiba.
2. ↑  2 576 803 km² si se incluye la reclamación anterior.